# Agadoo
Agadoo è un singolo dei Black Lace del 1984, estratto dal loro album Party Party dello stesso anno. Agadoo ebbe ottimi riscontri in termini di vendite, ma viene da molti considerata una delle peggiori tracce mai realizzate.

## Descrizione
Agadoo è una novelty dai ritmi caraibici, le melodie semplici e un testo nonsense. Si tratta di una delle molte cover incise in Europa di Agadou, brano scritto dai francesi Michel Delancray e Mya Symille nei primi anni settanta ispirandosi a un motivetto che sentirono canticchiare da un loro amico dopo che questi andò in vacanza in Marocco. I Black Lace vennero a conoscenza della traccia nel 1981, durante una serata trascorsa nel nightclub Gossips di Derby.

## Video musicale
Nel videoclip di Agadoo, i Black Lace ballano insieme a degli ananas antropomorfi. Nel video sono anche presenti altri frutti che suonano la traccia e un barista con una ciliegia al posto della testa che prepara dei cocktail.

## Accoglienza
Agadoo arrivò alla posizione numero 2 della UK Singles Chart, restando nella top 75 per trenta settimane. Il singolo riuscì a diventare l'ottavo più venduto di sempre nel Regno Unito.
Nonostante i suoi ottimi riscontri di vendita, Agadoo è stata stroncata dal pubblico e gli specialisti e compare in varie graduatorie dedicate alle canzoni peggiori. Stando a un sondaggio indetto da Dotmusic nel 2000, Agadoo sarebbe la quarta traccia più "fastidiosa" mai realizzata. Secondo quanto riportò un pannello di esperti musicali sulla rivista Q nel 2003, Agadoo è la peggiore canzone in assoluto. Il medesimo riportò che «È come il ballo scolastico al quale eri costretto ad andare, i tuoi parenti di mezza età che fanno il trenino a una festa di matrimonio, un disc jockey itinerante con sede a Wolverhampton. Tutti i cliché di cui tu abbia sentito parlare.» Il pannello afferma anche che la traccia è "terribile in modo magnifico".

## Tracce

### 7" (1984)
1. Agadoo – 3:07
2. Fiddling – 2:14

Durata totale: 5:21

### 12" (1984)
1. Agadoo (Extended Version) – 4:49
2. Superman (X Rated Version) – 3:44
3. Fiddling – 2:14

Durata totale: 10:47

### CD,Agadoo (106 Dance Mix)(1998)
1. Agadoo (106 Dance Mix)
2. Electric Slide